# Tomasz Myśków
Tomasz Myśków – polski gitarzysta i multiinstrumentalista (harmonijka ustna, flet, wokal wspierający). Najbardziej znany ze współpracy z Marylą Rodowicz – współtwórca jej pierwszych sukcesów.

## Kariera
W latach 1964–1965 grał na gitarze solowej w oświęcimskim zespole Talizmany. Założyciel kwartetu Szejtany, występującego w klubie studenckim Relax przy warszawskiej AWF (muzyk jest absolwentem tej uczelni – specjalność: trener pływania). Zespół prezentował styl beatlesowski i umilał czas studentom podczas klubowych wieczorków tanecznych. W sierpniu 1965 roku do grupy dołączyła Maryla Rodowicz, co przyczyniło się do jej pojawienia się na studenckiej scenie piosenkarskiej. W listopadzie Szejtany wraz ze swoją wokalistką zajęły I miejsce na warszawskim przeglądzie zespołów big beatowych w klubie Finka. Latem 1966 roku Rodowicz odeszła do kabaretu Gag, kierowanego przez kompozytora Jana Andrzeja Marka i poetę Adama Kreczmara. Drogi Myśkowa i Rodowicz zeszły się ponownie z końcem 1968 roku, gdy piosenkarka kompletowała zespół akompaniujący, ostatecznie nazwany „Maryla Rodowicz i Jej Gitarzyści”. Inspirację dla grupy stanowiły amerykańskie ballady folk-rockowe (z czasem poszukiwała też nowych form, odbiegających od ballady), a więc wiązało się to ze zmianą brzmienia na akustyczne. Muzyk sięgnął wówczas po gitarę 12-strunową – grał także na harmonijce ustnej, flecie i śpiewał. Nieoficjalnie grupa wystąpiła po raz pierwszy w październiku 1968 roku podczas inauguracji roku akademickiego na AWF-ie, a w TVP w styczniu 1969 roku podczas emisji programu telewizyjnego z koncertu laureatów Festiwalu Piosenki Studenckiej w Krakowie. Oficjalnie zaś wystąpiła 27 listopada 1968 roku podczas galowego koncertu studentów w Warszawie. Pierwszych nagrań radiowych dokonała w 1969 roku dla Radiowego Studia Piosenki (Program III Polskiego Radia). Oprócz utworów z repertuaru M. Rodowicz (m.in. Chcę mieć syna, Być z miastem sam na sam, Mówiły mu – z tow. Asocjacji Hagaw, Za górami), zarejestrowano także piosenki Odpowie Ci wiatr (Blowi'n In The Wind) i Czas wszystko zmienia (The Times They Are A-Changin) Boba Dylana oraz Prolog do  ballad (This Land Is Your Land) Woody Guthrie z polskimi tekstami. Kolejne sesje radiowe miały miejsce w roku 1970 (m.in. Ballada kowalska, Jadą wozy kolorowe, Najgłębsza z cisz – kompozycja Jerzego Matuszkiewicza do filmu Mały) i w 1971 (m.in. Z tobą w górach). Tomasz Myśków akompaniował piosenkarce na jej pierwszej płycie Żyj mój świecie (LP, Muza XL/SXL-0598, 1970), wziął także udział w sesjach nagraniowych dwóch kolejnych albumów – Wyznanie (LP, Muza XL/SXL-0806, 1972) i Rok (LP, Pronit SXL/SX-1099, 1974). Jako muzyk zespołu Maryla Rodowicz i Jej Gitarzyści ma na swym koncie także koncerty w kraju i za granicą – m.in. w ZSRR (festiwal w Soczi, 1969), NRD, we Włoszech (festiwal Pop '70 w Palermo), na Kubie (festiwal w Varadero, 1970), w Czechosłowacji (w tym dwa single nagrane dla wytwórni Panton i Supraphon w 1970 roku). Kilkakrotnie występował na festiwalu opolskim i sopockim, a także na Famie i na festiwalu kołobrzeskim. Ponadto u boku wokalistki nagrał w Londynie singla dla wytwórni Spark (1970) (jedna z piosenek z tej płyty, pt. Mówiły mu utrzymywała się przez szesnaście tygodni na liście przebojów Radia Luxembourg), wystąpił w filmach Ballada wagonowa (1969) w reż. J. Sztwiertni i Mały (1970) w reż. J. Dziedziny oraz wziął udział w rejestracji albumu Na szkle malowane (1971) (LP, Muza XL/SXL-0666). Wiosną 1971 roku muzyk zrobił sobie przerwę i przez kilka miesięcy współpracował w Grupą ABC. 

Pierwszy koncert z Marylą zagrałem na rogu Alej Jerozolimskich i Nowego Światu, tam gdzie dziś jest Empik, w małej sali na sto osób. Pomyliłem się tylko dwa razy. Tomek Myśków, poprzedni gitarzysta Maryli, strasznie zawyżył poziom, moje palce nie dawały rady... Po roku odtwarzanie piosenek zaczęło mi się nudzić... Jechaliśmy z Marylą do Rosji. Przed wyjazdem spotkałem jej byłego gitarzystę Tomka Myśkowa. On mi powiedział, że słyszał, że fajnie gram. Ja jemu, że ja przy nim to nic. A że mieliśmy jakieś gitary, to zaczęliśmy na nich grać i zażarło w sekundę. Siedziała przy nas dziewczyna z Torunia, zaczęła improwizować cudnym głosem. W sekundę pomyślałem: Zróbmy zespół. A co z Marylą? Odchodzę. Zrobiliśmy jeszcze parę prób i się umówiliśmy, że po powrocie z Rosji zaczynamy. Powiedziałem Maryli, że chcę założyć nowy zespół z Tomkiem. Maryla odpowiedziała, że to świetnie. Pewnego dnia w Rosji się spiłem strasznie. Płynęliśmy wodolotem. Maryla podeszła: Nie pij tyle, bo dzisiaj gramy koncert. Ja na to: Już niedługo się będziesz męczyć ze mną. Ona: Bo odchodzisz, tak?. Ja: No właśnie. Ona: I z Tomkiem będziesz grał?. Ja: Tak. Ona: Nie będziesz grał z Tomkiem, bo Tomek będzie grał ze mną. Mnie to nawet nie zabolało. Tylko zaciekawiło, że tak w show-biznesie bywa.

Po powrocie do zespołu Maryli Rodowicz, grał w nim z przerwami do 1974 roku. W drugiej połowie lat 70. XX w. był członkiem Saloonu i Bractwa Kurkowego 1791. Z tą drugą grupą nagrał w marcu 1977 roku album Piotr Janczerski i Bractwo Kurkowe (LP, Muza SX-1495), a w czerwcu wyjechał na występy do Stanów Zjednoczonych, gdzie wraz z zespołem Piotra Janczerskiego występował w jednym z największych klubów polonijnych na wschodnim wybrzeżu Piast w Jersey City, a także w Chopin Theatre na Manhattanie. Po występie na międzynarodowym festiwalu muzycznym w Jersey City College, Bractwo Kurkowe zebrało bardzo dobre recenzje. Gitarzysta był członkiem tej grupy przez około rok, po czym zamieszkał w Nowym Jorku. W środowisku artystycznym krążą pogłoski o jego śmierci, której przyczyną było nadużywanie alkoholu.
W 2012 roku na płycie Maryla Rodowicz – Rarytasy I (Universal Music Polska/Polskie Nagrania „Muza”) ukazały się nagrania zrealizowane dla Radiowego Studia Piosenki (Program III P. R.) w latach 1967–1970 (w tym te z udziałem zespołu "Maryla Rodowicz i Jej Gitarzyści", którego Tomasz Myśków był członkiem), zaś na krążku, pt. Rarytasy II (1970–1973) nagrania grupy z czechosłowackich singli Pantonu i Supraphonu.